# Shelley Mann
Shelley Isabel Mann (ur. 15 października 1937 w Nowym Jorku, zm. 24 marca 2005 w Alexandrii) – amerykańska pływaczka. Dwukrotna medalistka olimpijska z Melbourne.
Shelley Mann tylko raz wystąpiła na igrzyskach olimpijskich, w 1956. Zdobyła złoto na dystansie 100 m stylem motylkowym, natomiast w konkurencji 4 × 100 m stylem dowolnym zdobyła srebrny medal. Poza tym brała udział także w konkurencji 100 m stylem dowolnym, gdzie zajęła 6. miejsce. 
Na igrzyskach obu Ameryk rozgrywanych w 1955 udało się jej zdobyć brązowy medal w konkurencji 100 m stylem dowolnym.
Była mistrzynią Stanów Zjednoczonych w różnych stylach i dystansach. Została również rekordzistką świata na 100 metrów stylem dowolnym.